# Margherita (partia)
Margherita (wł. Democrazia è Libertà – La Margherita, dosł. Demokracja to Wolność – Stokrotka, DL) – włoska centrowa partia polityczna skupiająca polityków o poglądach chadecko-liberalnych, działająca w latach 2002–2007.
Była jednym z najważniejszych ugrupowań wchodzących w skład wyborczych koalicji Drzewo Oliwne i L'Unione.

## Historia
Stokrotka powstała w październiku 2000 w ramach Drzewa Oliwnego jako koalicja czterech ugrupowań zamierzających stworzyć wspólną listę w wyborach 2001. W jej skład weszły:
- chadecka Włoska Partia Ludowa (Partito Popolare Italiano, PPI),
- liberalny ruch Demokraci (I Democratici),
- personalistyczne Odnowienie Włoskie (Rinnovamento Italiano, RI),
- centroprawicowa Unia Demokratów na rzecz Europy (Popolari-UDEUR, UDEUR).

Lista Stokrotki w wyborach do włoskiej Izby Deputowanych, na której czele stanął burmistrz Rzymu Francesco Rutelli z Demokratów (jednocześnie kandydat na premiera całej koalicji), uzyskała 14,5% głosów (tylko 2% mniej niż największa partia Drzewa Oliwnego – Demokraci Lewicy). Po tych wyborach, w 2002 PPI, Demokraci i RI zjednoczyły się w jednolitą partię (z działającymi wewnątrz frakcjami).
W wyborach do Parlamentu Europejskiego w 2004 i zwycięskich dla centrolewicowej Unii wyborach parlamentarnych w 2006 Stokrotka startowała na wspólnej liście Drzewa Oliwnego, które wygrywało te wybory. W 2004 uzyskała 7 deputowanych w PE, a w 2008 około 40 senatorów, wspólny klub Ulivo w Izbie Deputowanych XV kadencji liczył zaś blisko 200 posłów. Jeszcze w 2005 partia rozważała opuszczenie centrolewicowej koalicji z uwagi podjęcie współpracy z Odrodzeniem Komunistycznym. Decyzji tej zapobiegła zdecydowana wygrana bliskiego Stokrotce (chociaż formalnie bezpartyjnego) Romano Prodiego w prawyborach mających wyłonić wspólnego kandydata na nowego premiera i lidera bloku oraz niekorzystne dla niezblokowanych formacji zmiany w ordynacji wyborczej.
Po wyborczym zwycięstwie w 2006 działacze Stokrotki objęli 7 ministerstw w nowo powołanym rządzie. M.in. jej lider Francesco Rutelli został powołany na wicepremiera, Arturo Parisi na ministra obrony narodowej, nadto wywodzącego się z PPI Franco Mariniego wybrano na przewodniczącego Senatu.
14 października 2007 na kongresie zjednoczeniowym Stokrotki, Demokratów Lewicy i kilku mniejszych partii bloku powołano nowe ugrupowanie pod nazwą Partia Demokratyczna. Wcześniej partię opuścił Lamberto Dini, tworząc ze swoimi zwolennikami Liberalnych Demokratów.
Przez cały okres działalności partii (2002–2007) funkcję jej przewodniczącego sprawował Francesco Rutelli.

## Ideologia
Stokrotka należała do partii centrowych i liberalnych z silnym nurtem katolickim. Partia opowiadała się za dalszą integracją w ramach Unii Europejskiej. W Parlamencie Europejskim jej posłowie wchodzili w skład Porozumienia Liberałów i Demokratów na rzecz Europy.